# Mohamed Husain
Mohamed Husain Bahzad (en árabe: محمد حسين بهزاد‎; Manama, Baréin; 31 de julio de 1980) es un exfutbolista bareiní que jugaba como defensa.

## Selección nacional
Con la Selección Nacional de Baréin ha disputado 161 partidos y ha logrado anotar 10 goles, siendo el jugador con más apariciones con la selección nacional. Su debut se produjo el 27 de febrero de 2001 en un partido contra Kuwait en el Al Kuwait Sports Club Stadium, allí logró anotar su primer gol con la Selección y además el único del partido que le dio la victoria a su selección camino al Mundial Corea y Japón de 2002.

### Goles con la Selección Nacional
| Gol | Fecha      | Sede                | Oponente   | Resultado | Competencia                                          |
| --- | ---------- | ------------------- | ---------- | --------- | ---------------------------------------------------- |
| 1   | 21-2-2001  | Kuwait City, Kuwait | Kirguistán | 2–1       | Clasificación para la Copa Mundial de Fútbol de 2002 |
| 2   | 27-2-2001  | Kuwait City, Kuwait | Kuwait     | 1–0       | Clasificación para la Copa Mundial de Fútbol de 2002 |
| 3   | 21-10-2001 | Manama, Baréin      | Irán       | 3–1       | Clasificación para la Copa Mundial de Fútbol de 2002 |
| 4   | 12-12-2002 | Manama, Baréin      | Chile      | 2–2       | Torneo Internacional                                 |
| 5   | 17-11-2004 | Manama, Baréin      | Tayikistán | 4–0       | Clasificación para la Copa Mundial de Fútbol de 2006 |
| 6   | 21-3-2008  | Manama, Baréin      | Irán       | 1–0       | Amistoso                                             |
| 7   | 26-8-2009  | Manama, Baréin      | Kenia      | 2–1       | Torneo Internacional                                 |
| 8   | 26-8-2009  | Manama, Baréin      | Kenia      | 2–1       | Torneo Internacional                                 |
| 9   | 08-11-2011 | Muharraq, Baréin    | Jordania   | 3–0       | Amistoso                                             |
| 10  | 29-11-2012 | Al Wakrah, Catar    | Palestina  | 2–0       | Amistoso                                             |

## Clubes
| Club                  | País           | Año       |
| --------------------- | -------------- | --------- |
| Al-Gharafa SC         | Catar          | 2000-2001 |
| Al-Ahli               | Arabia Saudita | 2003-2006 |
| Al-Ahli Club          | Baréin         | 2003-2006 |
| Al Kharaitiyat SC     | Catar          | 2004-2005 |
| Kazma SC              | Kuwait         | 2006-2007 |
| Al-Qadisiya           | Arabia Saudita | 2007-2008 |
| Al-Salmiya            | Kuwait         | 2008      |
| Umm-Salal Sports Club | Catar          | 2009-2012 |
| Riffa Club            | Baréin         | 2012      |
| Al-Nassr              | Arabia Saudita | 2013-2016 |
| Riffa Club            | Baréin         | 2016-2018 |

## Palmarés
| Título                               | Club     | País           | Año     |
| ------------------------------------ | -------- | -------------- | ------- |
| Primera División                     | Al-Nassr | Arabia Saudita | 2013-14 |
| Copa del Príncipe de la Corona Saudí | Al-Nassr | Arabia Saudita | 2014    |

- Datos: Q1747936